# Drymou
Drymou (griechisch Δρύμου) ist eine Gemeinde im Bezirk Paphos in der Republik Zypern. Bei der Volkszählung im Jahr 2021 hatte sie 105 Einwohner.
In der Gemeinde befindet sich die Kirche Chrysosotiros und die Kapellen Agios Georgios, Archangelos Michail und Panagia Faneromeni.
Der Name Drymos kommt vom altgriechischen Wort drymos.

## Lage und Umgebung

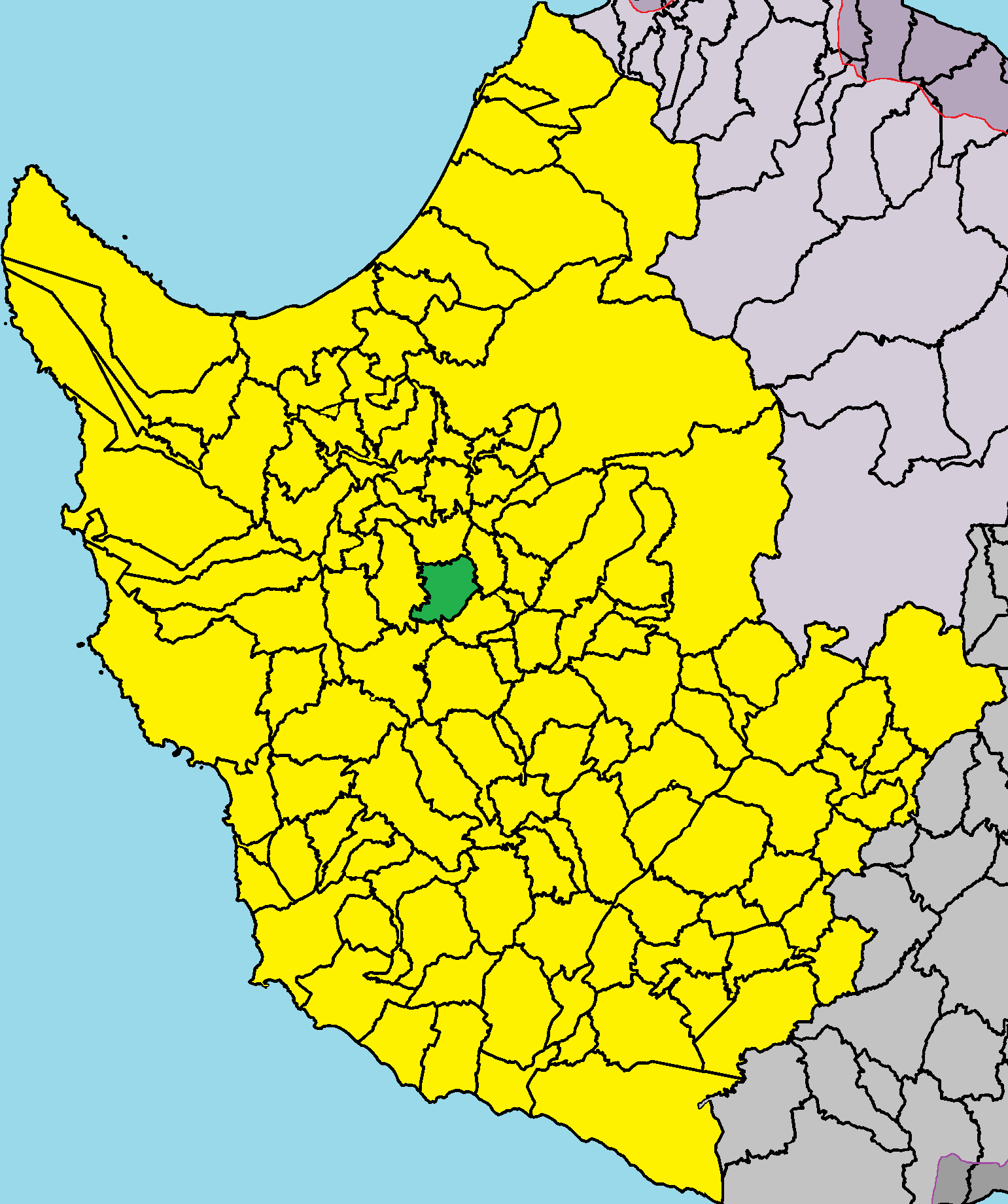
Lage im Bezirk Paphos

Drymou liegt im Westen der Mittelmeerinsel Zypern auf einer Höhe von etwa 485 Metern, etwa 26 Kilometer nordöstlich von Paphos, 89 Kilometer nordwestlich von Limassol und 152 Kilometer südwestlich von Nikosia. Das 6,50909 Quadratkilometer große Dorf grenzt im Norden an Simou, im Osten an Lasa und Giolou, im Südosten an Thrinia und im Südwesten an Stroumbi. Das Dorf kann über einen Abzweig der Straße E712 erreicht werden.
Die natürliche Vegetation besteht aus wilden Büschen und Blumen. In der Umgebung werden Olivenbäume, Weinreben und Mandelbäume angebaut.

## Geschichte
In Drymou wurden Inschriften in Silbenschrift gefunden, die Hommagen an den Gott Hylates darstellen.

### Bevölkerungsentwicklung
Die Bevölkerung von Drymos erlebte Höhen und Tiefen. Ihren Höhepunkt erreichte sie im Jahr 1946. Es folgte ein jahrzehntelang anhaltender Bevölkerungsrückgang. Bei der Volkszählung im Jahr 2011 war ein kleiner Anstieg zu verzeichnen.
Die folgende Tabelle zeigt die Bevölkerung der Gemeinde, wie sie in den in Zypern durchgeführten Volkszählungen erfasst wurde.
| Jahr      | 1881 | 1891 | 1901 | 1911 | 1921 | 1931 | 1946 | 1960 | 1976 | 1982 | 1992 | 2001 | 2011 | 2021 |
| Einwohner | 217  | 258  | 281  | 305  | 272  | 272  | 323  | 274  | 212  | 156  | 111  | 92   | 110  | 105  |